# Гусева, Алёна Сергеевна
Алёна Сергеевна Гусева (род. 22 января 2000, Борисоглебский, Ярославская область) — российская футболистка, нападающая.

## Биография
Воспитанница Борисоглебской СОШ № 2, первый тренер — Александр Коробов. Становилась победительницей и лучшим бомбардиром межрегиональных турниров среди девочек. В дальнейшем выступала за команду Училища олимпийского резерва Звенигорода. В составе сборной Московской области стала победительницей и лучшим бомбардиром Спартакиады учащихся России 2017 года.
На взрослом уровне начала выступать в 2016 году в составе «УОР-Россиянки», в своём первом сезоне забила 10 голов в 9 матчах в чемпионате Московской области. В 2017 году со своим клубом играла в первом дивизионе России, где в одном из матчей, против московского «Торпедо» (7:2) забила 5 голов.
В 2017 году также выступала в высшей лиге России за главную команду «Россиянки». Дебютный матч сыграла 18 апреля 2017 года против «Енисея», проведя на поле первые 70 минут. Свой первый гол забила 8 августа 2017 года в ответном матче с «Енисеем», принеся своему клубу победу 1:0. Всего за сезон сыграла в высшей лиге 11 матчей и забила один гол. Приняла участие в двух матчах женской Лиги чемпионов против исландского «Стьярнана».
В 2019 году играла за «Дончанку» (Новошахтинск), стала победительницей первого дивизиона, признана лучшей нападающей и лучшим бомбардиром финального турнира (13 голов). В 2020 году перешла в «Краснодар». С января 2023 года по июнь 2025 года играла в «Рязани-ВДВ».
Выступала за юношескую сборную России до 15 и до 17 лет. В составе сборной 17-летних девушек провела 18 матчей и забила 6 голов. Стала автором хет-трика 12 октября 2015 года в отборочном матче первенства Европы против сверстниц из Румынии (4:0).